# Beilschmiedia supraglandulosa
Beilschmiedia supraglandulosa är en lagerväxtart som beskrevs av Y.K. Li. Beilschmiedia supraglandulosa ingår i släktet Beilschmiedia och familjen lagerväxter. Inga underarter finns listade i Catalogue of Life.